# الوكالة الفيدرالية للطاقة الذرية (روسيا)

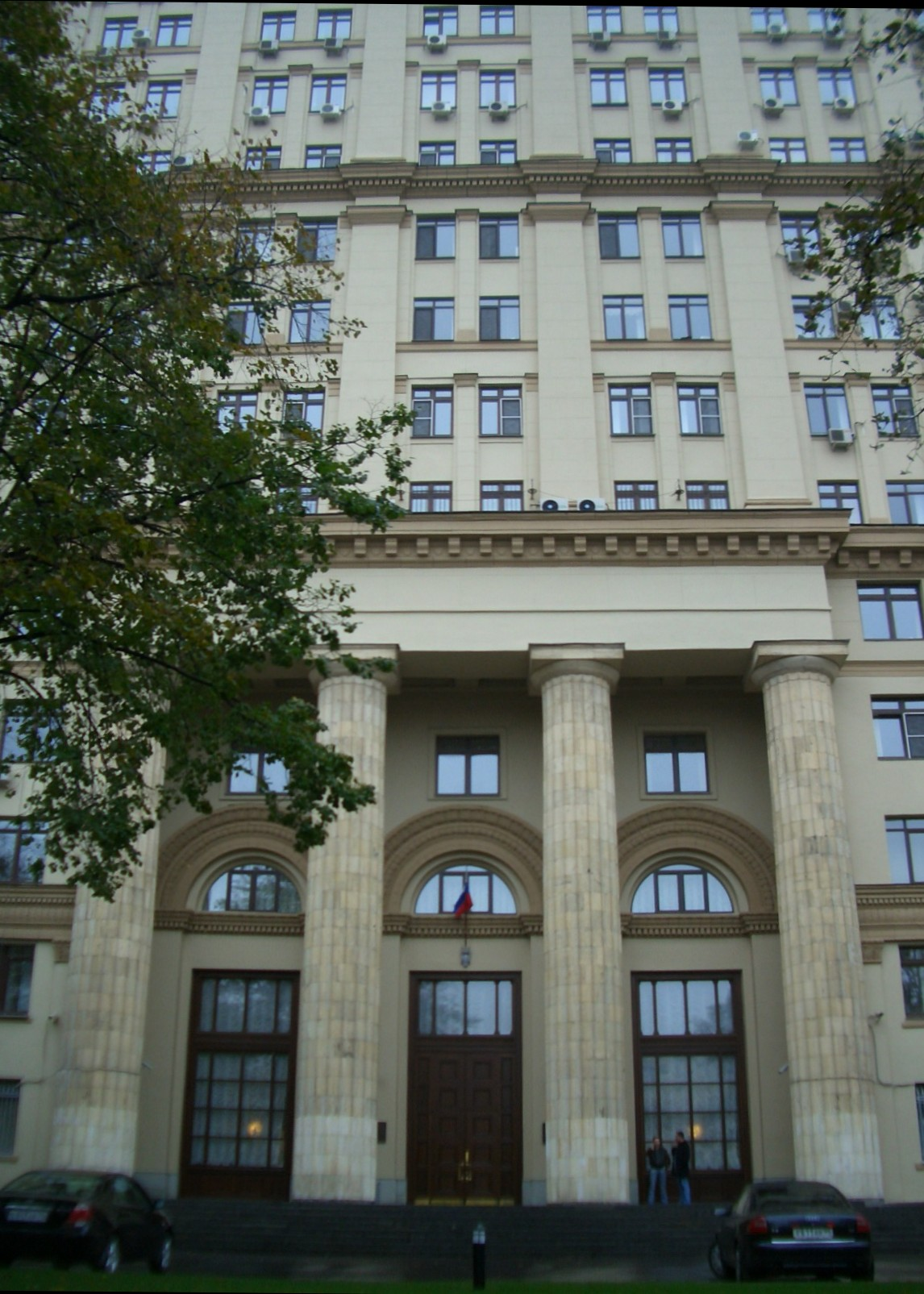

الوكالة الفيدرالية للطاقة الذرية هي وزارة الطاقة الذرية التابعة للاتحاد الروسي ويطلق عليها (روساتوم)، وهي هيئة تنفيذية اتحادية روسية (1992-2008) وكوزارة اتحادية (1992-2004) وكوكالة اتحادية في (2004-2008).

## التأسيس
تأسست وزارة الطاقة الذرية التابعة للاتحاد الروسي في 29 يناير 1992 خلفا لوزارة الهندسة النووية والصناعة.
في 9 مارس 2004 أعيد تنظيمها لتكون الوكالة الفيدرالية للطاقة الذرية.

## نبذة
وفقًا للقانون الذي تبناه البرلمان الروسي في نوفمبر 2007، ووقعه الرئيس بوتين في أوائل ديسمبر، تم تحويل الوكالة إلى شركة حكومية روسية (منظمة غير ربحية)، وهي شركة روساتوم للطاقة النووية الحكومية.